# GtkRadiant

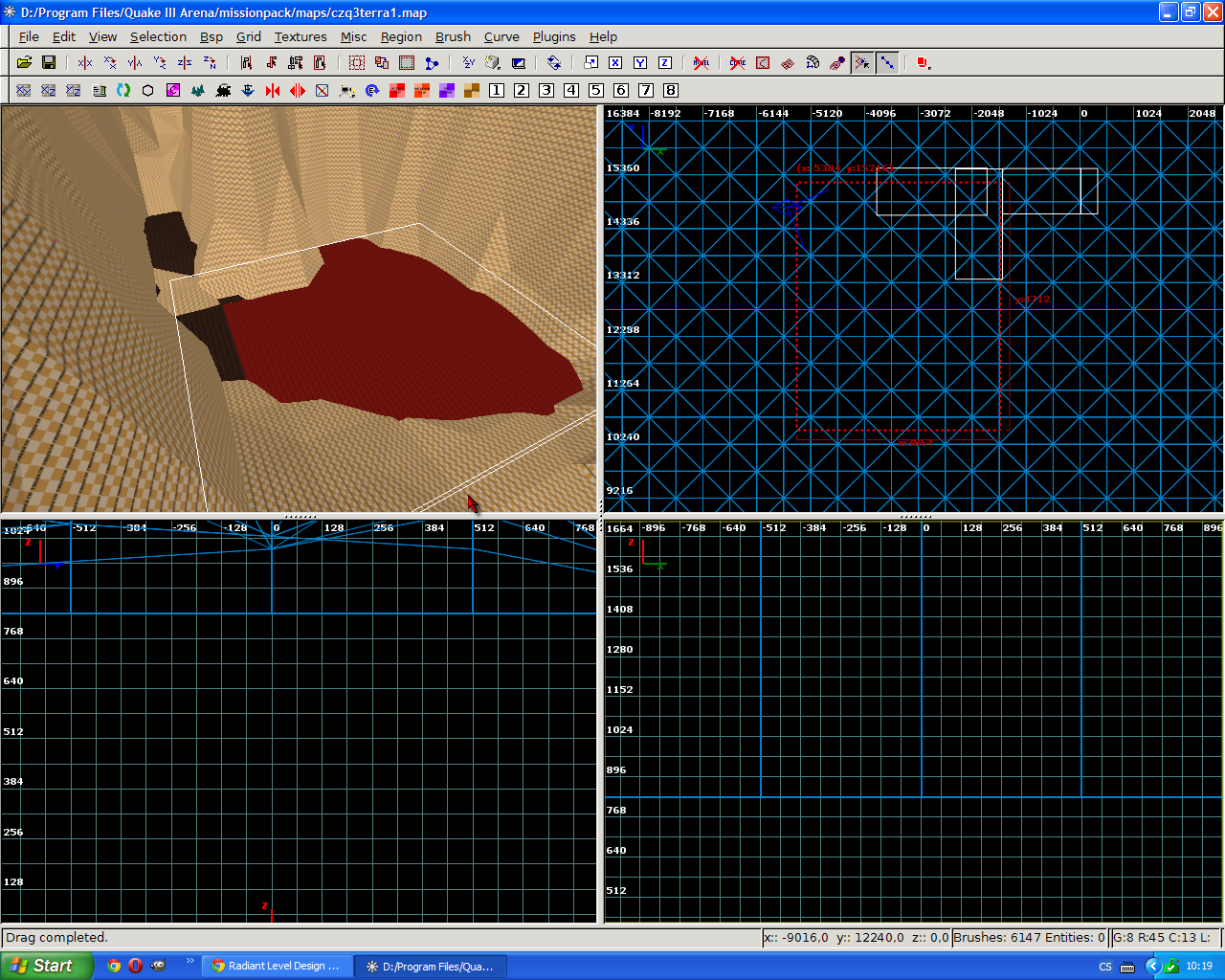

GtkRadiant es un software diseñador de niveles desarrollado por id Software y Loki Software, utilizado para crear mapas de una cierta variedad de videojuegos.
GtkRadiant nació como Q3Radiant, la herramienta de diseño de niveles de Quake III Arena, sólo disponible para plataforma Windows. La evolución a GtkRadiant tuvo dos consecuencias: está basado en GTK+, por lo que también existen versiones para Linux y Mac OS, y es independiente del motor de juego, con funcionalidad para otros videojuegos.
Es una aplicación semi-libre. El código fuente está disponible en el repositorio Subversion de id Software y las colaboraciones al código están cubiertas bajo licencias de código abierto. El núcleo original de Q3Radiant, sin embargo, es propietario, bajo licencia de id Software, y su uso comercial en videojuegos sin el permiso de la misma no está permitido. No obstante, debido a la liberación de Quake III Arena bajo licencia GPL, también podría verse afectado este software.

## Videojuegos compatibles
- xreal
- Doom 3
- Quake
- Quake II
- Quake III Arena
- OpenArena
- Quake 4
- Return to Castle Wolfenstein
- Wolfenstein: Enemy Territory
- Star Wars Jedi Knight II: Jedi Outcast
- Star Wars Jedi Knight: Jedi Academy
- Medal of Honor: Allied Assault
- Call of Duty
- Half Life
- Nexuiz
- Heretic II
- Soldier of Fortune II: Double Helix
- Star Trek: Voyager Elite Force
- Tremulous
- Urban Terror
- Neverball

## Nuevos Cambios
El Nuevo GtkRadiant está siendo desarrollado por qeradiant y su nuevo nombre es ZEROradiant.
La última versión de Gtkradiant (1.6.4 final) tiene soporte para windows vista entre otros nuevos sistemas operativos.